# Roizonne (rivière)
Pour les articles homonymes, voir Roizonne.
La Roizonne est une rivière française qui coule dans le département de l'Isère. C'est un affluent (rive droite) de la Bonne, donc un sous-affluent du Rhône, par le Drac et l'Isère.

## Géographie
La source de la Roizonne est à une altitude de 2 016 m sur la commune de Lavaldens, au nord du Grand Armet (2 792 m), sommet du massif du Taillefer dans les Alpes.
Dans son cours supérieur, elle s'appelle Ruisseau de Vaunoire. Puis, après avoir bifurqué vers le sud, elle prend le nom de Roizonne.
De 22,4 km de longueur, elle conflue sur la commune de Nantes-en-Ratier avec la Bonne, en rive droite, à 584 m d'altitude, juste avant un barrage et une usine hydroélectrique sur la Bonne avec la confluence du ruisseau de la Nantette dans le lac de barrage.

### Communes traversées
Dans le seul département de l'Isère, la Roizonne traverse les cinq communes suivantes, dans deux cantons, dans le sens amont vers aval, de Lavaldens (source), La Valette, Oris-en-Rattier, Siévoz, Nantes-en-Ratier (confluence).
Soit en termes de cantons, la Roizonne prend source dans le canton de Valbonnais, et conflue dans le canton de La Mure, le tout dans l'arrondissement de Grenoble.

### Bassin versant
La vallée de la Roizonne, qui forme le pays de Rattier, est un petit territoire d’une grande diversité de paysages entre les Alpes du Nord et les Alpes du Sud, entre La Mure et L’Alpe-du-Grand-Serre. Un dénivelé de 2 265 m sépare le sommet du Taillefer qui culmine à 2 857 m d’altitude, du point le plus bas, le confluent de la Nantette et de la Bonne à 592 m. Des altitudes et des expositions très contrastées, des zones arides et des zones humides créent une biodiversité d’une très grande richesse.
La Roizonne traverse une seule zone hydrographique « La Bonne de la Malsanne au Drac » (W233) de 381 km2 de superficie.

### Organisme gestionnaire
Le Symbhi est un syndicat mixte dans le département de l'Isère, pour la gestion intégrée des grandes rivières et la protection contre les crues sur le bassin de l'Isère

## Affluent
La Roizonne a quatorze affluents référencés :
- Ruisseau des Ramays (rd[note 1]), 3,3 km sur la seule commune de Lavaldens avec un affluent :
  - le ruisseau des Féniers (rg), 1,5 km sur la seule commune de Lavaldens
- Ruisseau des Ruines
- Ruisseau de Boutéou
- Ruisseau de la Gorge
- Ruisseau de l'Emay
- Ruisseau du Serriou ou ruisseau de Lava (rd), 4,4 km sur les trois communes de Villard-Saint-Christophe, La Morte et Lavaldens avec trois affluents :
  - le Rigole Rif Mort,
  - le ruisseau de la Chinarde,
  - le ruisseau des Béalaires
- Ruisseau de l'Espalier ou ruisseau des Clotets (rg), 3,9 km sur la seule commune de Lavaldens avec trois affluents :
  - le ruisseau des Murets, avec un affluent :
    - le ruisseau de la Draye,

  - le ruisseau du Jas,
  - le ruisseau du Bon Repos,
- Ruisseau de la Pisse (rd)
- Ruisseau des Rines (rd)
- Ruisseau du Banc (rd)
- Ruisseau de la Roche (rd)
- Ruisseau de Rif Bruyant avec le lac de Rif Bruyant[3] avec deux affluents :
  - le ruisseau de Combe Fourane,
  - le ruisseau de la Pisse,
- Ruisseau de Combe Linière (rg)
- Ruisseau de la Teissonnière (rg) avec un affluent :
  - le ruisseau des Sillonières (rd)

### Rang de Strahler
Son rang de Strahler est donc de quatre.

## Aménagements et écologie

### Écologie et ZNIEFF
Une ZNIEFF de type I est décrite depuis 2007 pour 706 hectares sur les six communes de Nantes-en-Ratier, Oris-en-Rattier, Saint-Laurent-en-Beaumont, Siévoz, Sousville et La Valette Znieff 820032382 Vallée de la Roizonne.